# 硝碘酚腈
硝碘酚腈（英語：Nitroxinil），又称硝羟碘苄腈、碘硝腈酚等，是一种兽用杀肝片驱虫药。对牛羊肝吸虫、前后盘吸虫成虫有良好效果，对猪肝片吸虫、牛羊捻转血矛线虫等线虫、犬蛔虫等消化道寄生虫也有一定效果。
硝碘酚腈由英国May & Baker公司于20世纪60年代在对羟基苯甲腈衍生物研究项目中的发明得到。该项目还发明出了溴苯腈（3,5-二溴-4-羟基苯基氰）和碘苯腈（3,5-二碘-4-羟基苯基氰）等除草剂。
硝基苯胺几乎不溶于水。所及通常以水溶性乙基葡糖胺盐的形式皮下注射到动物体内。且不允许给牛羊等产奶用动物使用。